# 手ノ子駅
手ノ子駅（てのこえき）は、山形県西置賜郡飯豊町大字手ノ子にある、東日本旅客鉄道（JR東日本）米坂線の駅である。

## 歴史
- 1931年（昭和6年）8月10日：米坂東線今泉 - 当駅間開通と共に開業[1][3]。
- 1933年（昭和8年）11月10日：当駅 - 羽前沼沢間開通に伴い、中間駅となる[3]。
- 1972年（昭和47年）10月2日：貨物の扱いを廃止[1]。
- 1973年（昭和48年）12月1日：手荷物と小荷物の取り扱い期間を12月1日 - 3月31日とする[4]。
- 1974年（昭和49年）12月1日：手荷物の扱いを廃止[5]。
- 1975年（昭和50年）12月1日：通年で荷物の扱いを廃止[6]。駅員無配置駅となる[2]。
- 1987年（昭和62年）4月1日：国鉄分割民営化により、東日本旅客鉄道の駅となる[1]。
- 2020年（令和2年）12月21日：新駅舎が完成[7]。
- 2022年（令和4年）8月3日：豪雨災害の影響で当駅前後の区間が不通となり、営業休止[3]。

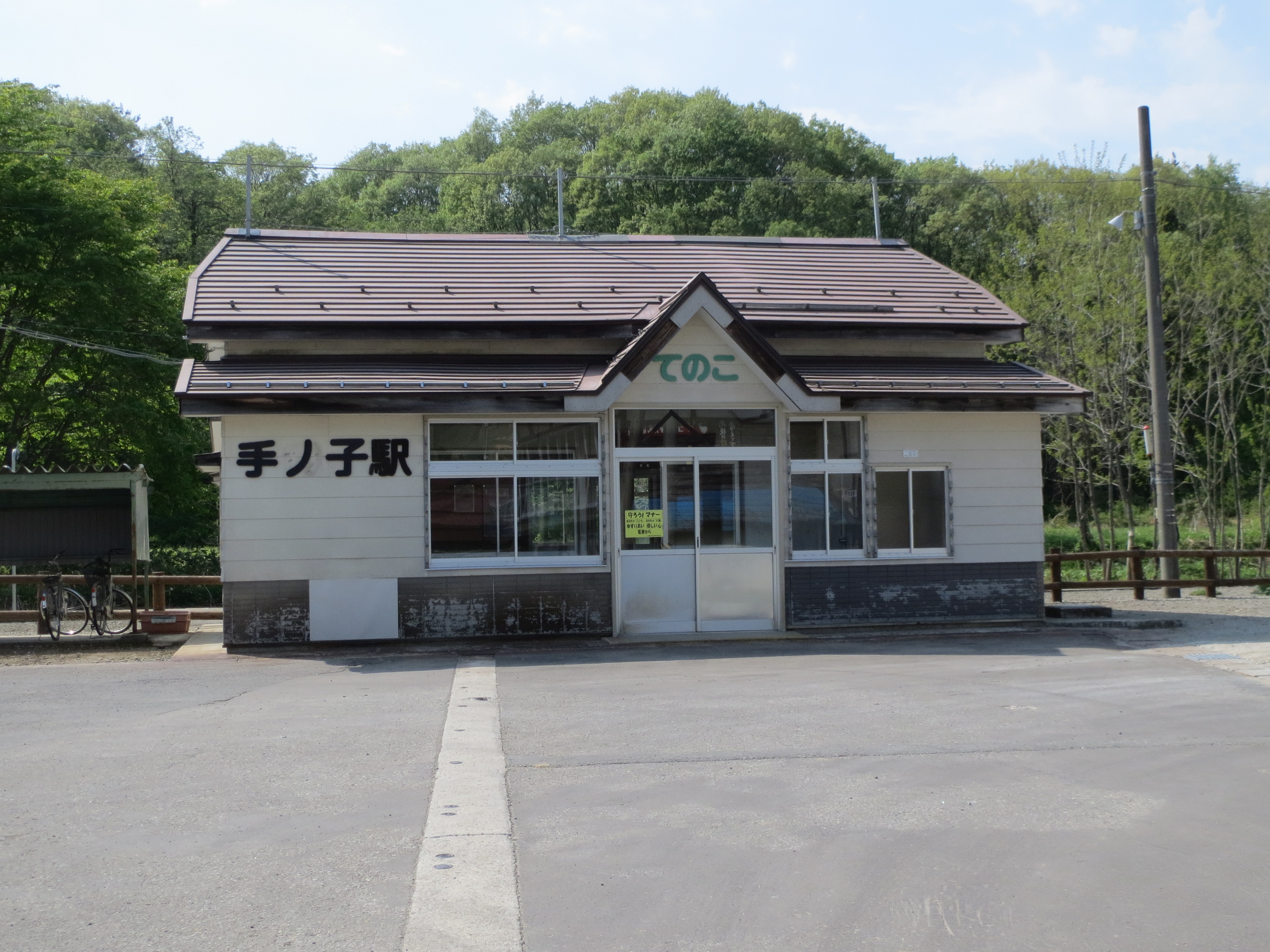
旧駅舎（2013年5月）

## 駅構造
単式ホーム1面1線を有する地上駅である。駅舎の反対側の線路は旧・米沢方面のホームとして使われていた。現在は保線車両を留置する側線として使用しており、米沢方に横取り装置が設置されている。
村上駅管理の無人駅となっている。駅舎は待合室の機能のみ有する。

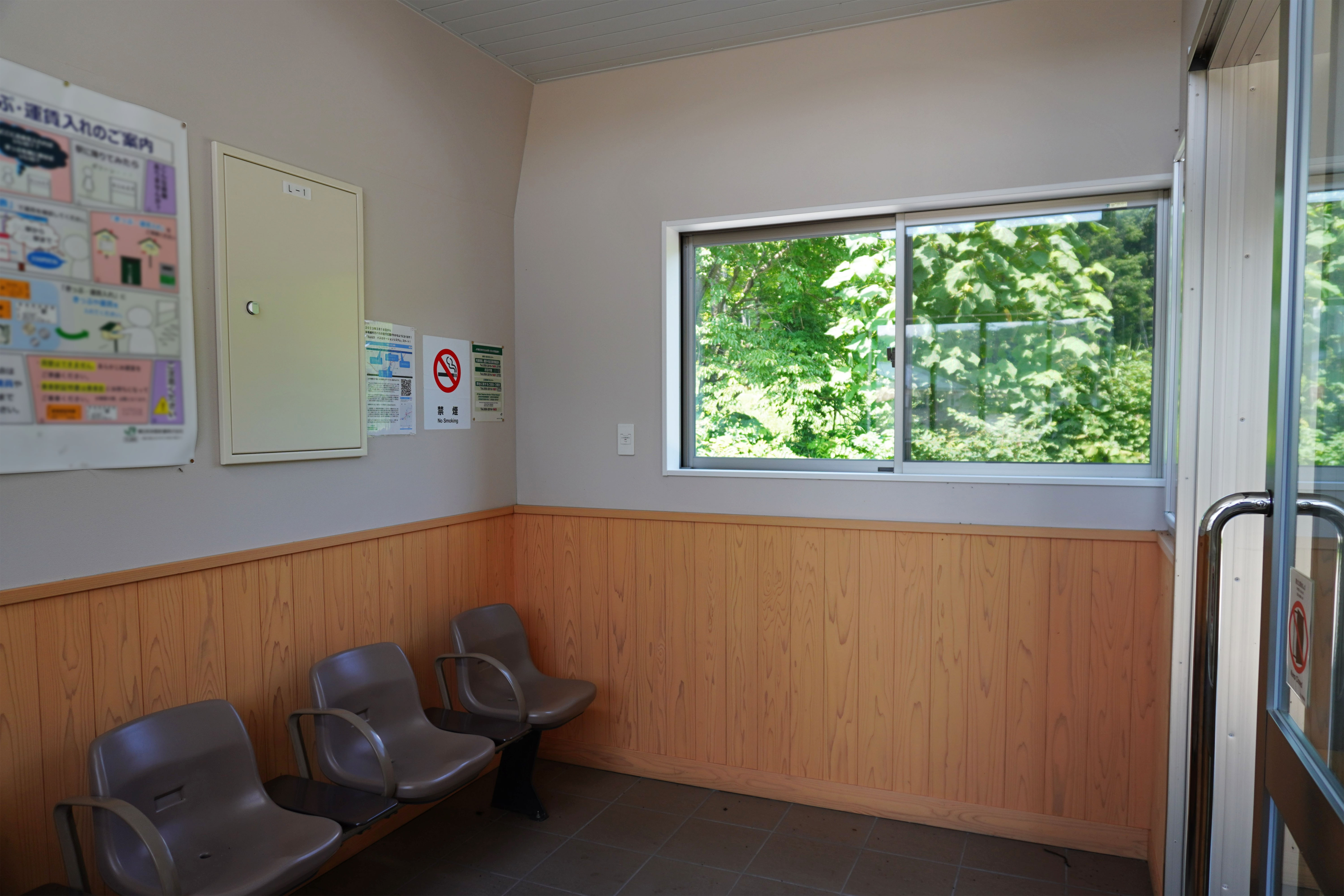
待合室（2023年7月）
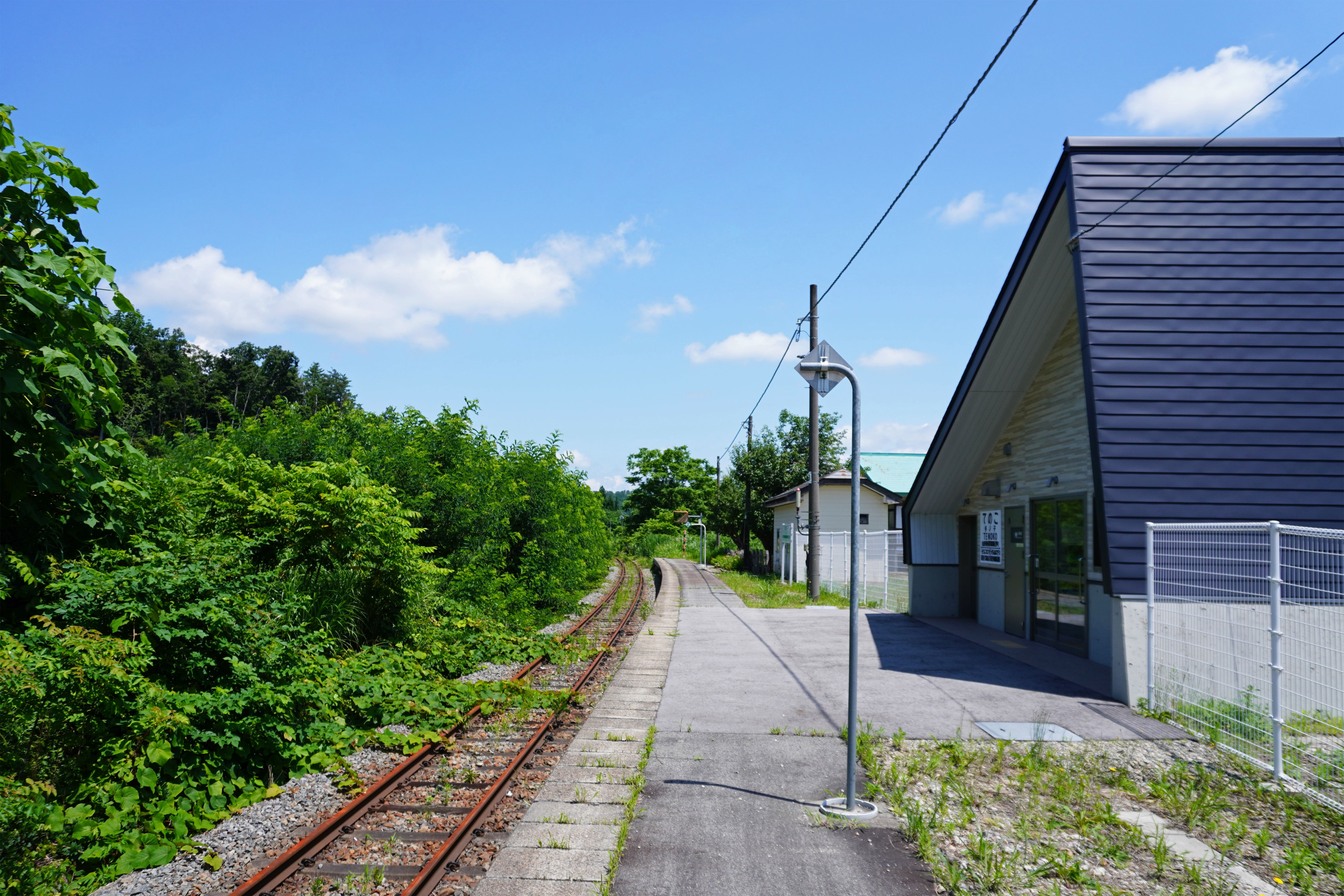
ホーム（2023年7月）

## 利用状況
「山形県の鉄道輸送」によると、2000年度（平成12年度）- 2004年度（平成16年度）の1日平均乗車人員の推移は以下のとおりであった。
| 乗車人員推移       | 乗車人員推移     | 乗車人員推移 |
| 年度               | 1日平均 乗車人員 | 出典         |
| ------------------ | ---------------- | ------------ |
| 2000年（平成12年） | 38               | [ 8 ]        |
| 2001年（平成13年） | 36               | [ 8 ]        |
| 2002年（平成14年） | 28               | [ 8 ]        |
| 2003年（平成15年） | 28               | [ 8 ]        |
| 2004年（平成16年） | 24               | [ 8 ]        |

## 駅周辺
駅前には食堂や美容室などが立地する。
- 国道113号
- 手ノ子郵便局
- 飯豊町立手ノ子小学校
- 高峰観音（置賜三十三観音 第2番札所）
- 手ノ子スキー場
- 宇津峠

## 隣の駅
東日本旅客鉄道（JR東日本）
■米坂線（休止中）
羽前椿駅 - 手ノ子駅 - 羽前沼沢駅